# Heilig-Kreuz-Kapelle Forbach

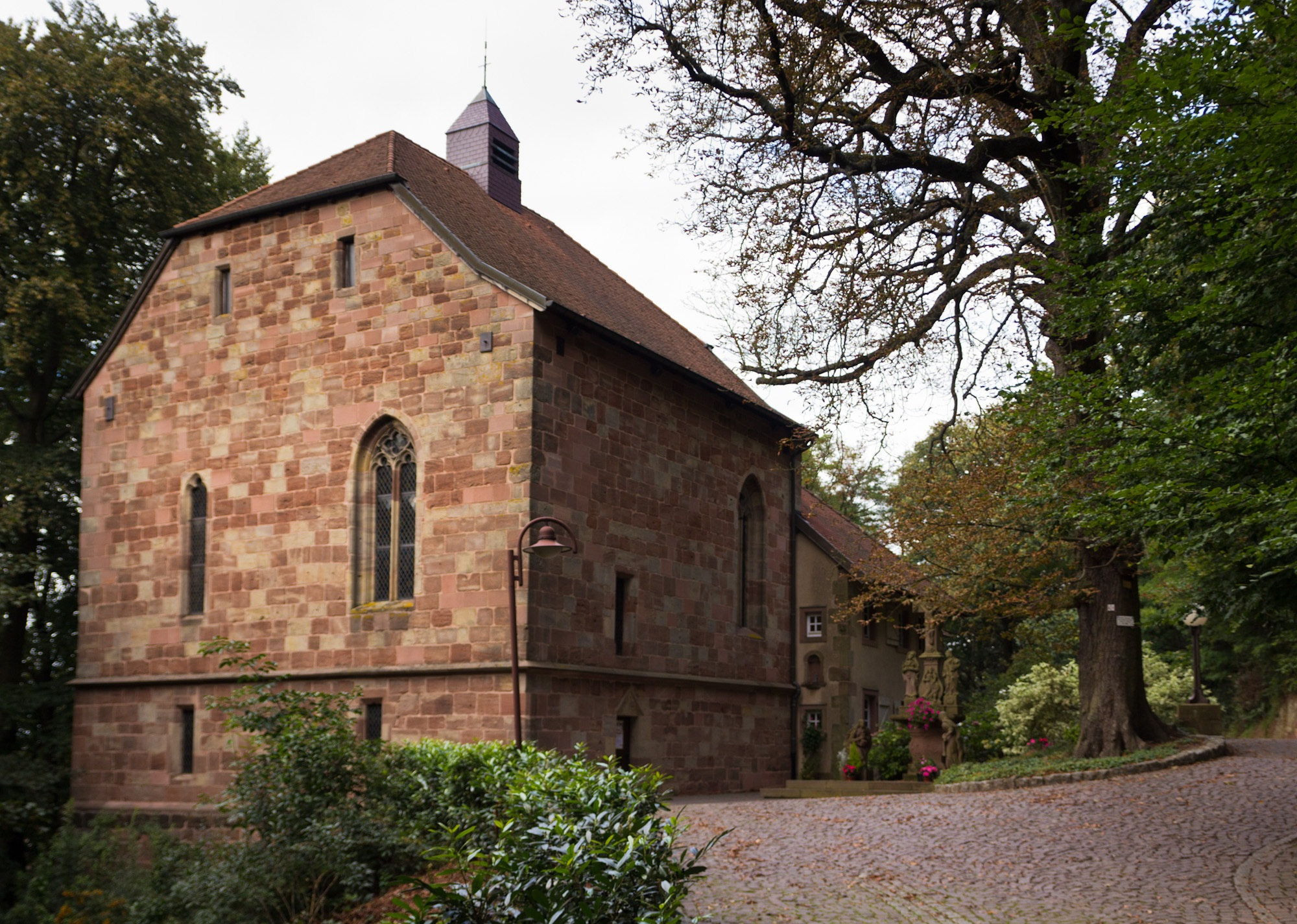
Forbach, gotische Heilig-Kreuz-Kapelle (13. Jahrhundert)

Die Heilig-Kreuz-Kapelle Forbach (franz. Sainte-Croix), auch Annenkapelle genannt, in der französischen Gemeinde Forbach  im  Arrondissement Forbach-Boulay-Moselle im Département Moselle der Region Grand Est (bis 2015 Lothringen) ist ein spätgotischer Sakralbau des 13. Jahrhunderts.

## Geschichte
Die Kapelle steht etwa zwei Kilometer östlich des Zentrums der Stadt Forbach in Lothringen auf dem nach ihr benannten Kreuzberg an der nach ihr benannten Zufahrtstraße auf felsigem Untergrund an einem Abhang. Sie wird von der römisch-katholischen Glaubensgemeinschaft genutzt und war und ist als Anlaufpunkt in die Teilstrecke des Wegenetzes des Jakobswegs integriert, die von St. Wendel beziehungsweise der Westpfalz nach Metz und weiter nach Santiago de Compostela führt.
Das heute vorhandene Bauwerk entstand vermutlich zwischen Mitte und Ausgang des 13. Jahrhunderts. Die Kirche wurde 1338 in einem Brief des Metzer Bischofs Adhémar an den Dekan und das Kapitel des Kollegiatstifts St. Stephanus in Oberhomburg, dem die Pfarrei Forbach unterstand, als capella Sancta crucis juxta Forbachum (Kapelle Heiligkreuz in der Nähe von Forbach) erwähnt. Das Gebäude, das im 14. und 15. Jahrhundert bei Überarbeitungen stark verändert wurde, weist Spuren früherer Gewalteinwirkung auf, die möglicherweise während der Anwesenheit der Schweden in der Region im Jahr 1635 im Dreißigjährigen Krieg verursacht worden sein könnten.
In der zweiten Hälfte des 13. Jahrhunderts war Theoderich, Graf von Rixingen, Herr von Forbach. Dieser überließ dem Stift von Oberhomburg, das der Bischof Jakob von Metz 1254 gegründet hatte, durch eine Urkunde vom 18. Februar 1257 das Patronatsrecht über die Kirche zu Kerbach, zu der Forbach bis 1770 als Filiale gehörte. Vor diesem geschichtlichen Hintergrund machte 1338 Bischof Adhémar seine Rechte auf die Kreuzkapelle geltend.
Im Jahr 1684 beanspruchte Baron Karl Kaspar IV. von der Leyen (1655–1739)  für sich das alleinige Recht des Patronats. Das Patronat über die Kreuzkapelle scheint dann weiterhin von der Herrschaft Forbach ausgeübt worden zu sein, bis die letzte Gräfin von Forbach, die Gattin des Herzogs Christian IV. von Pfalz-Zweibrücken, am Neujahrstag 1793 vor den herannahenden Revolutionshorden die Flucht ergriff und die Kreuzkapelle von den Franzosen beschlagnahmt wurde. Die Kapelle wurde während dieser Zeit stark in Mitleidenschaft gezogen und einige Statuen nur deshalb gerettet, weil sie von Einheimischen versteckt oder zugemauert worden waren. Die Kapelle kam dann an die Gräfin Marianne und dann an deren Erben, bevor sie 1824 an die Familie Wendel verkauft wurde.
Die Kreuzkapelle wurde am 14. September 1937 unter Denkmalschutz gestellt. Im Jahr 1946 ging sie in den Besitz der Lothringer Bergwerke über. 1969 kaufte die Stadt Forbach das sanierungsbedürftige Gebäude zum symbolischen Preis von einem Franken auf. Anschließend wurde die Kreuzkapelle auf Veranlassung der Vereinigung der Freunde der Heilig-Kreuz-Kapelle und der Stadt Forbach restauriert.
Zwar wird in der Literatur die Aussage wiederholt, die Kreuzkapelle weise die Gravur „958“ auf, es handelt sich hierbei jedoch um eine irrtümliche Interpretation gotischer Ziffern, die als 1458 zu lesen sind.

Kreuzkapelle Forbach
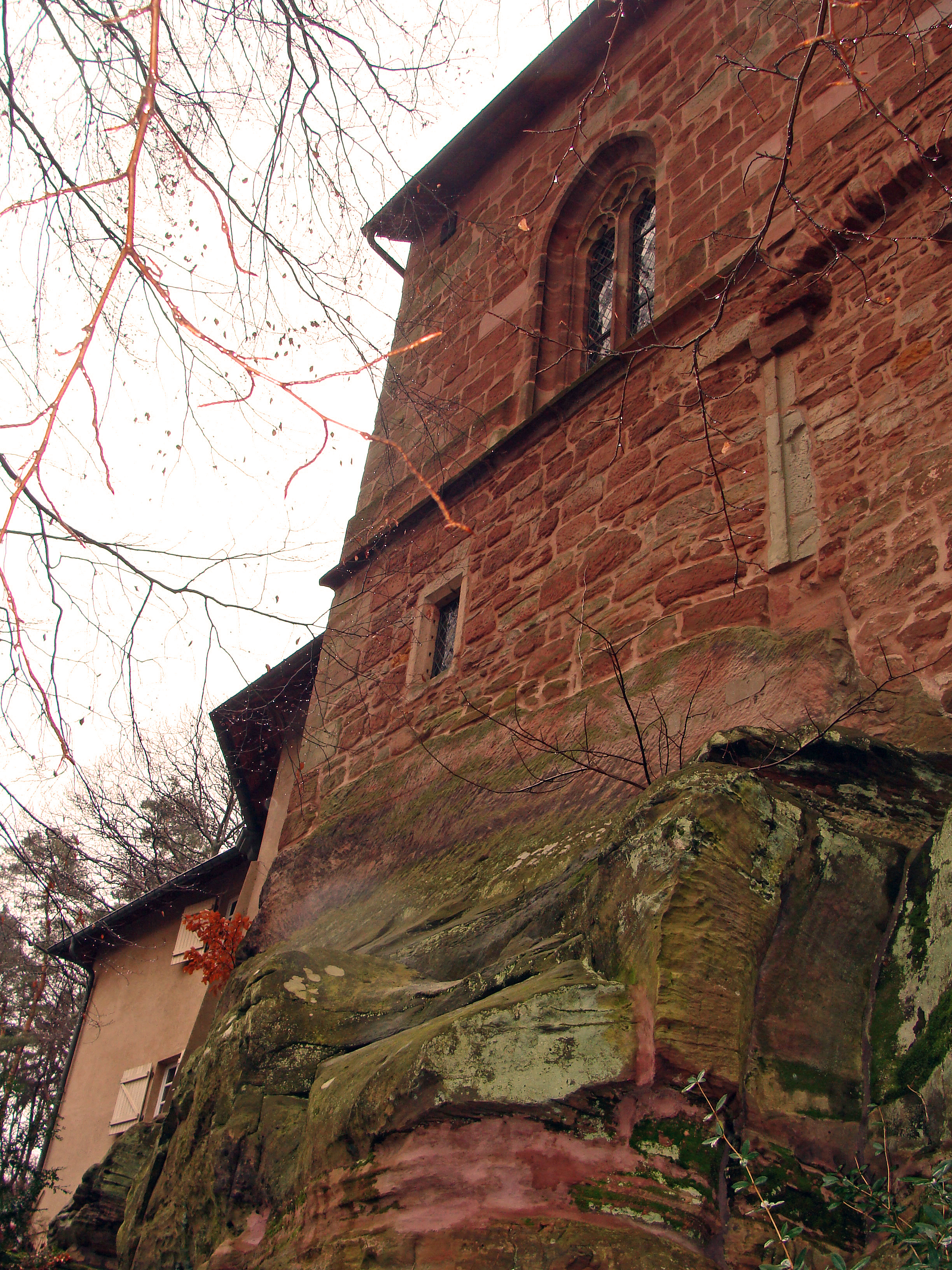
Außenmauer über Felsvorsprung
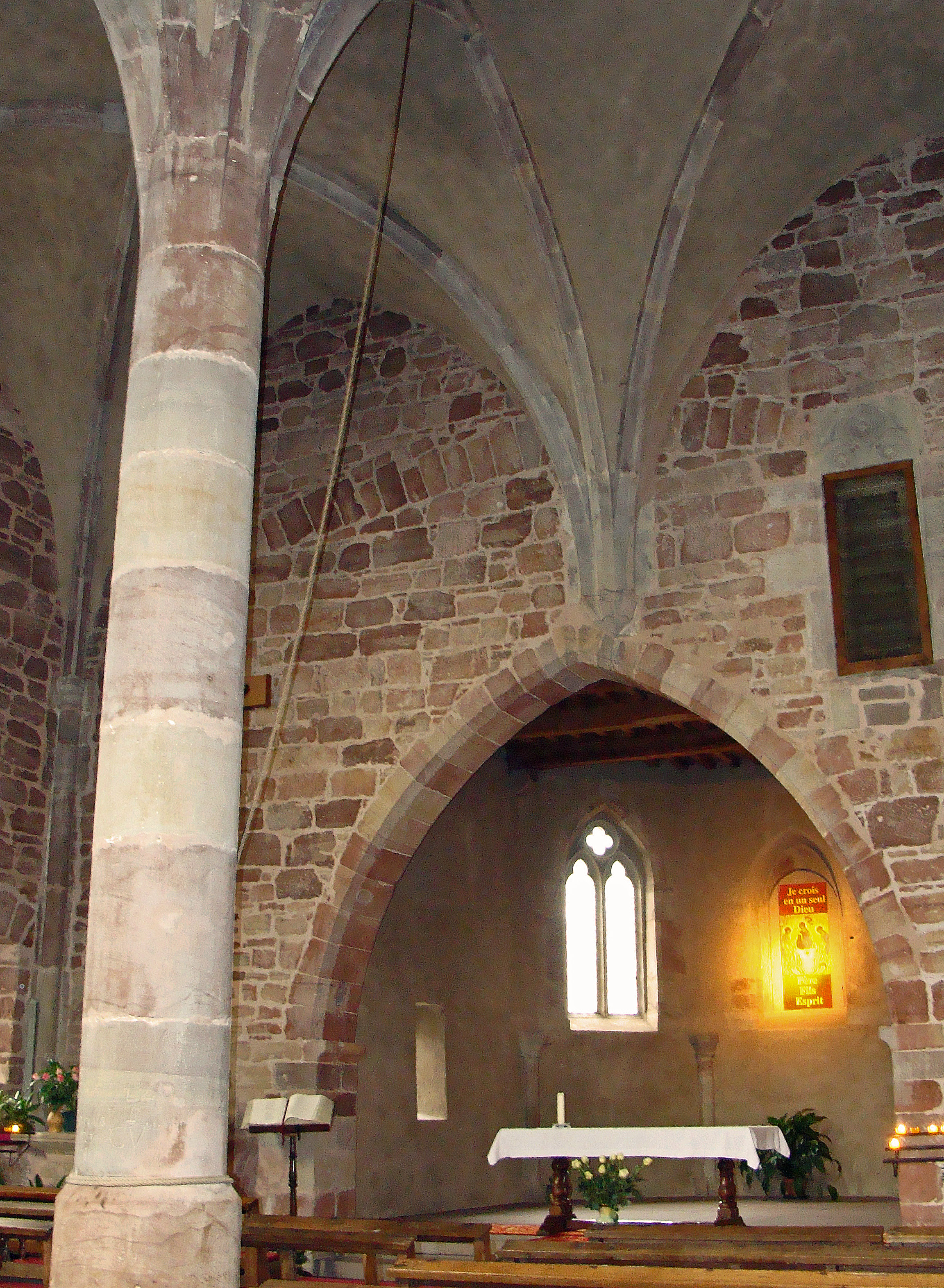
Altar
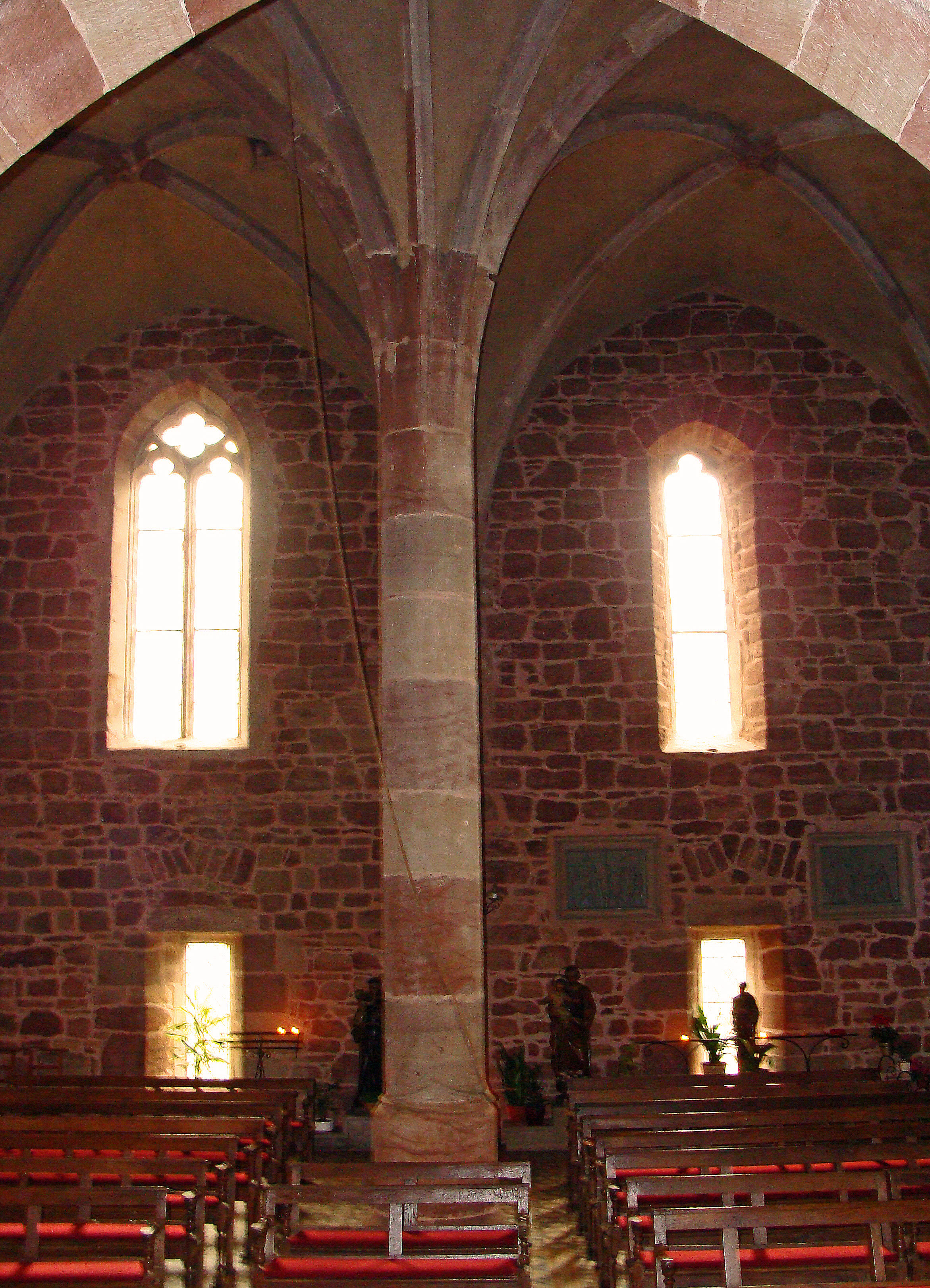
Mittelpfeiler
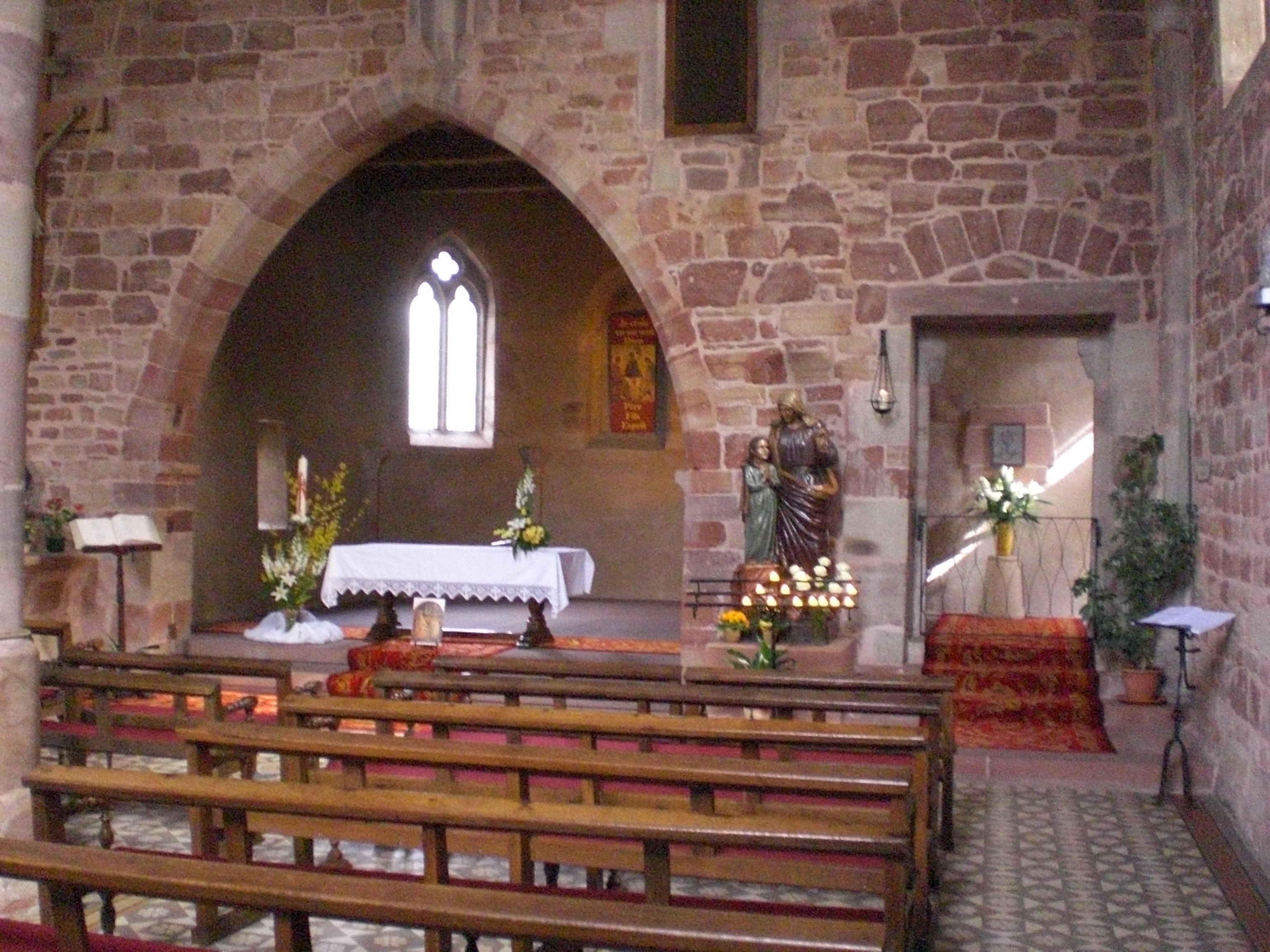
Gebetshalle
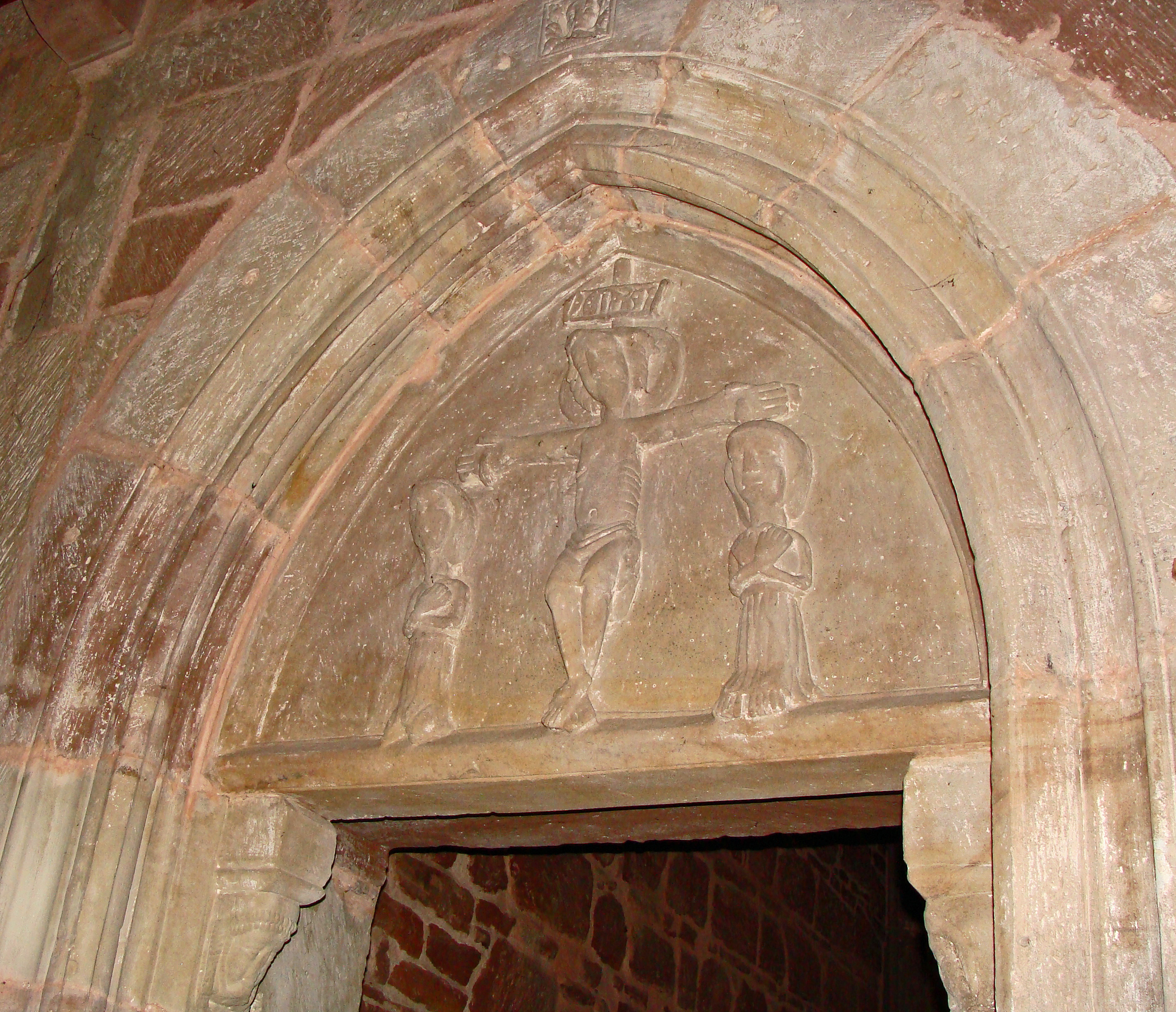
Giebel-Relief mit Kreuzigungsszene über einer zugemauerten Tür